# A Walker epizódjainak listája
Ez az oldal a Walker című sorozat epizódjait tartalmazza.

## Évados áttekintés
| Évad | Évad | Részek száma | Részek száma | Eredeti sugárzás  | Eredeti sugárzás    | Eredeti adó     | Magyar sugárzás    | Magyar sugárzás | Magyar adó |
| Évad | Évad | Részek száma | Részek száma | Évadbemutató      | Évadzáró            | Eredeti adó     | Évadbemutató       | Évadzáró        | Magyar adó |
| ---- | ---- | ------------ | ------------ | ----------------- | ------------------- | --------------- | ------------------ | --------------- | ---------- |
|      | 1.   | 18           | 18           | 2021. január 21.  | 2021. augusztus 12. |                 | 2023. április 1.   | 2023. május 28. |            |
|      | 2.   | 20           | 20           | 2021. október 28. | 2022. június 23.    | 2023. június 3. | 2023. augusztus 6. |                 |            |
|      | 3.   | 18           | 18           | 2022. október 6.  | 2023. május 11.     | n. a.           | n. a.              |                 |            |
|      | 4.   | 13           | 13           | 2024. április 3.  | 2024. június 26.    | n. a.           | n. a.              |                 |            |

## 1. évad (2021)
| Sor. | Év. | Cím                                                 | Rendező             | Író                                                                       | Premier                             | Nézettség   |
| ---- | --- | --------------------------------------------------- | ------------------- | ------------------------------------------------------------------------- | ----------------------------------- | ----------- |
| 1.   | 1.  | A kezdet (Pilot)                                    | Jessica Yu          | Anna Fricke                                                               | 2021. január 21. 2023. április 1.   | 2,44 millió |
| 2.   | 2.  | Újra nyeregben (Back in the Saddle)                 | Steve Robin         | Anna Fricke                                                               | 2021. január 28. 2023. április 2.   | 2,11 millió |
| 3.   | 3.  | Hűbele Balázs (Bobble Head)                         | Randy Zisk          | Seamus Kevin Fahey                                                        | 2021. február 4. 2023. április 8.   | 1,86 millió |
| 4.   | 4.  | Ne korlátozz! (Don't Fence Me In)                   | John T. Kretchmer   | April Fitzsimmons                                                         | 2021. február 11. 2023. április 9.  | 1,73 millió |
| 5.   | 5.  | Duke (Duke)                                         | Steve Robin         | Bret VandenBos és Brandon Willer                                          | 2021. február 18. 2023. április 15. | 1,68 millió |
| 6.   | 6.  | Csak ezt ne! (Bar None)                             | Amyn Kaderali       | Casey Fisher és Paula Sabbaga                                             | 2021. március 11. 2023. április 16. | 1,33 millió |
| 7.   | 7.  | Nyomok (Tracks)                                     | Bola Ogun           | Casey Fisher és Paula Sabbaga                                             | 2021. március 18. 2023. április 22. | 1,45 millió |
| 8.   | 8.  | Jól vagyunk (Fine is a Four Letter Word)            | Stacey K. Black     | Katherine Alyse                                                           | 2021. április 8. 2023. április 23.  | 1,03 millió |
| 9.   | 9.  | A tizenhetes szabály (Rule Number 17)               | Steve Robin         | Bret VandenBos és Brandon Willer                                          | 2021. április 15. 2023. április 29. | 1,14 millió |
| 10.  | 10. | Gondold újra! (Encore)                              | Stacey K. Black     | Blythe Ann Johnson                                                        | 2021. május 6. 2023. április 30.    | 0,98 millió |
| 11.  | 11. | Szabadság (Freedom)                                 | Alex Pillai         | Geri Carillo                                                              | 2021. május 13. 2023. május 6.      | 0,90 millió |
| 12.  | 12. | Két család története (A Tale of Two Families)       | Steve Robin         | Történet: Seamus Kevin Fahey Tévéjáték: Seamus Kevin Fahey és Anna Fricke | 2021. május 20. 2023. május 7.      | 1,00 millió |
| 13.  | 13. | Védd a farmot! (Defend the Ranch)                   | Alex Pillai         | Történet: Seamus Kevin Fahey Tévéjáték: Seamus Kevin Fahey és Anna Fricke | 2021. június 10. 2023. május 13.    | 1,03 millió |
| 14.  | 14. | Mehar dzsekije (Mehar's Jacket)                     | Diana Valentine     | Casey Fisher                                                              | 2021. június 17. 2023. május 14.    | 0,99 millió |
| 15.  | 15. | Az dobja rám az első követ... (Four Stones in Hand) | Tessa Blake         | Paula Sabbaga                                                             | 2021. június 24. 2023. május 20.    | 1,08 millió |
| 16.  | 16. | Rohadt alma (Bad Apples)                            | Joel Novoa          | Aaron Carew                                                               | 2021. július 15. 2023. május 21.    | 0,96 millió |
| 17.  | 17. | Áss! (Dig)                                          | Richard Speight Jr. | Seamus Kevin Fahey és Anna Fricke                                         | 2021. július 22. 2023. május 27.    | 1,15 millió |
| 18.  | 18. | Vezess! (Drive)                                     | Steve Robin         | Seamus Kevin Fahey & Anna Fricke                                          | 2021. augusztus 12. 2023. május 28. | 1,10 millió |

## 2. évad (2021-2022)
| Sor. | Év. | Cím                                                | Rendező                     | Író | Premier                             | Nézettség   |
| ---- | --- | -------------------------------------------------- | --------------------------- | --- | ----------------------------------- | ----------- |
| 19.  | 1.  | Ők kezdték! (They Started It)                      | Steve Robin                 | Seamus Kevin Fahey és Anna Fricke                                                                          | 2021. október 28. 2023. június 3.   | 0,95 millió |
| 20.  | 2.  | Amelyikkel nem jött össze (The One Who Got Away)   | Richard Speight Jr.         | Seamus Kevin Fahey és Anna Fricke                                                                          | 2021. november 4. 2023. június 4.   | 1,02 millió |
| 21.  | 3.  | A Pajta tűz (Barn Burner)                          | Joel Novoa                  | Aaron Carew és Blythe Ann Johnson                                                                          | 2021. november 11. 2023. június 10. | 0,87 millió |
| 22.  | 4.  | Nem az, aminek látszik (It's Not What You Think)   | Jackeline Tejada            | Casey Fisher                                                                                               | 2021. november 18. 2023. június 11. | 0,85 millió |
| 23.  | 5.  | A harmadik kerék (Partners and Third Wheels)       | Aprill Winney               | Geri Carillo                                                                                               | 2021. december 2. 2023. június 17.  | 0,93 millió |
| 24.  | 6.  | Fenyőfa (Douglas Fir)                              | Steve Robin                 | Bret VandenBos és Brandon Willer                                                                           | 2021. december 9. 2023. június 18.  | 0,98 millió |
| 25.  | 7.  | Innen hova tovább? (Where Do We Go From Here?)     | Amyn Kaderali               | Anna Fricke és Katherine Alyse                                                                             | 2022. január 13. 2023. június 24.   | 0,99 millió |
| 26.  | 8.  | Két pont az őszinteségért (Two Points for Honesty) | Bosede Williams             | Blythe Ann Johnson                                                                                         | 2022. január 20. 2023. június 25.   | 1,09 millió |
| 27.  | 9.  | Totál K.O. (Sucker Punch)                          | Amyn Kaderali               | Aaron Carew                                                                                                | 2022. január 27. 2023. július 1.    | 1,04 millió |
| 28.  | 10. | Egy kis löket (Nudge)                              | Steve Robin                 | Seamus Kevin Fahey és Casey Fisher                                                                         | 2022. március 3. 2023. július 2.    | 0,90 millió |
| 29.  | 11. | Határok (Boundaries)                               | David McWhirter             | Geri Carillo                                                                                               | 2022. március 10. 2023. július 8.   | 0,85 millió |
| 30.  | 12. | Közös nevező (Common Ground)                       | Charissa Sanjarernsuithikul | Maya Vyas                                                                                                  | 2022. március 31. 2023. július 9.   | 0,96 millió |
| 31.  | 13. | Egy jó dolog (One Good Thing)                      | Ben Hernandez Bray          | Bret VandenBos és Brandon Willer                                                                           | 2022. április 7. 2023. július 15.   | 0,91 millió |
| 32.  | 14. | Vége a játéknak (No Such Thing As Fair Play)       | Jensen Ackles               | Katherine Alyse                                                                                            | 2022. április 14. 2023. július 16.  | 0,85 millió |
| 33.  | 15. | Hagyjuk a múltat! (Bygones)                        | Philip Hardage              | David James                                                                                                | 2022. április 28. 2023. július 22.  | 0,70 millió |
| 34.  | 16. | Új fejezet (Champagne Problems)                    | Kelli Williams              | Casey Fisher és Blythe Ann Johnson                                                                         | 2022. május 5. 2023. július 23.     | 0,67 millió |
| 35.  | 17. | Keresztút (Torn)                                   | America Young               | Aaron Carew                                                                                                | 2022. június 2. 2023. július 29.    | 0,87 millió |
| 36.  | 18. | Veszély (Search and Rescue)                        | Austin Nichols              | Történet: Seamus Kevin Fahey & Bret VandenBos & Brandon Willer Tévéjáték: Bret VandenBos és Brandon Willer | 2022. június 9. 2023. július 30.    | 0,90 millió |
| 37.  | 19. | Válaszok nélkül (A Matter of Miles)                | Tessa Blake                 | Aaron Carew és Anna Fricke                                                                                 | 2022. június 16. 2023. augusztus 5. | 0,88 millió |
| 38.  | 20. | Valami hiányzik (Something's Missing)              | Steve Robin                 | Seamus Kevin Fahey és Anna Fricke                                                                          | 2022. június 23. 2023. augusztus 6. | 0,84 millió |

## 3. évad (2022-2023)
| Sor. | Év. | Cím                                      | Rendező              | Író                                                                | Premier            | Nézettség   |
| ---- | --- | ---------------------------------------- | -------------------- | ------------------------------------------------------------------ | ------------------ | ----------- |
| 39.  | 1.  | World on a String                        | Steve Robin          | Történet: Seamus Kevin Fahey és Anna Fricke Tévéjáték: Anna Fricke | 2022. október 6.   | 0,76 millió |
| 40.  | 2.  | Sittin' on a Rainbow                     | Austin Nichols       | Aaron Carew                                                        | 2022. október 13.  | 0,67 millió |
| 41.  | 3.  | Rubber Meets the Road                    | Aprill Winney        | Bret VandenBos és Brandon Willer                                   | 2022. október 20.  | 0,69 millió |
| 42.  | 4.  | Wild Horses Couldn't Drag Me Away        | Chad Dashnaw         | Russel Friend                                                      | 2022. október 27.  | 0,80 millió |
| 43.  | 5.  | Mum's the Word                           | Stephanie Martin     | Blythe Ann Johnson                                                 | 2022. november 3.  | 0,74 millió |
| 44.  | 6.  | Something There That Wasn't There Before | Peter B. Kowalski    | Geri Carillo & Casey Fisher                                        | 2022. november 10. | 0,77 millió |
| 45.  | 7.  | Just Desserts                            | Steve Robin          | Anna Fricke & Bret VandenBos & Brandon Willer                      | 2022. november 17. | 0,80 millió |
| 46.  | 8.  | Cry Uncle                                | America Young        | Aaron Carew                                                        | 2023. január 12.   | 0,74 millió |
| 47.  | 9.  | Buffering                                | Lauren Petzke        | Maya Vyas                                                          | 2023. január 19.   | 0,76 millió |
| 48.  | 10. | Blinded by the Light                     | Kevin Berlandi       | Russel Friend                                                      | 2023. január 26.   | 0,76 millió |
| 49.  | 11. | Past Is Prologue                         | Clara Aranovich      | Blythe Ann Johnson                                                 | 2023. február 16.  | 0,82 millió |
| 50.  | 12. | Best Laid Plans                          | Paul Hunziker        | Geri Carillo                                                       | 2023. február 23.  | 0,67 millió |
| 51.  | 13. | The Deserters                            | Steve Robin          | Casey Fisher                                                       | 2023. március 2.   | 0,62 millió |
| 52.  | 14. | False Flag Part 1                        | Richard Speight, Jr. | David James                                                        | 2023. március 23.  | 0,67 millió |
| 53.  | 15. | False Flag Part 2                        | David McWhirter      | Bret VandenBos & Brandon Willer                                    | 2023. március 30.  | 0,60 millió |
| 54.  | 16. | Daddy Was a Bank Robber                  | Amyn Kaderali        | Eddy Hewitt Jr.                                                    | 2023. április 27.  | 0,54 millió |
| 55.  | 17. | It Writes Itself                         | Joel Novoa           | Aaron Carew                                                        | 2023. május 4.     | 0,51 millió |
| 56.  | 18. | It's a Nice Day for a Ranger Wedding     | Steve Robin          | Anna Fricke & Russel Friend                                        | 2023. május 11.    | 0,50 millió |

## 4. évad (2024)
| Sor. | Év. | Cím                                  | Rendező            | Író                               | Premier           | Nézettség   |
| ---- | --- | ------------------------------------ | ------------------ | --------------------------------- | ----------------- | ----------- |
| 57.  | 1.  | The Quiet                            | Steve Robin        | Bret VandenBos és Brandon Willer  | 2024. április 3.  | 0,49 millió |
| 58.  | 2.  | Maybe It's Maybelline                | Steve Robin        | Aaron Carew                       | 2024. április 10. | 0,60 millió |
| 59.  | 3.  | Lessons From the Gift Shop           | Ben Hernandez Bray | Blythe Ann Johnson                | 2024. április 17. | 0,51 millió |
| 60.  | 4.  | Insane B.S. and Bloodshed            | Ben Hernandez Bray | Casey Fisher                      | 2024. április 24. | 0,55 millió |
| 61.  | 5.  | We've Been Here Before               | Bola Ogun          | Geri Carillo                      | 2024. május 1.    | 0,46 millió |
| 62.  | 6.  | We All Fall Down                     | Bola Ogun          | Bret VandenBos és Brandon Willer  | 2024. május 8.    | 0,38 millió |
| 63.  | 7.  | Hold Me Now                          | Stephanie Martin   | Casey Fisher és Russel Friend     | 2024. május 15.   | 0,47 millió |
| 64.  | 8.  | Witt's End                           | Stephanie Martin   | Aaron Carew                       | 2024. május 22.   | 0,36 millió |
| 65.  | 9.  | A History of Horrors and Other Tales | Phil Hardage       | Blythe Ann Johnson                | 2024. május 29.   | 0,57 millió |
| 66.  | 10. | End This Way                         | Chad Dashnaw       | David James                       | 2024. június 5.   | 0,56 millió |
| 67.  | 11. | Let's Go, Lets Go                    | Anna Fricke        | Anna Fricke                       | 2024. június 12.  | 0,50 millió |
| 68.  | 12. | Letting Go                           | Steve Robin        | Casey Fisher és Russel Friend     | 2024. június 19.  | 0,56 millió |
| 69.  | 13. | See You Sometime                     | Steve Robin        | Anna Fricke és Blythe Ann Johnson | 2024. június 26.  | 0,55 millió |